# Hypsiboas callipleura
Hypsiboas callipleura är en groddjursart som först beskrevs av George Albert Boulenger 1902.  Hypsiboas callipleura ingår i släktet Hypsiboas och familjen lövgrodor. IUCN kategoriserar arten globalt som livskraftig. Inga underarter finns listade i Catalogue of Life.